# Magazia (okręg Bacău)
Magazia – wieś w Rumunii, w okręgu Bacău, w gminie Răchitoasa. W 2011 roku liczyła 178 mieszkańców.